# 2. Liga 2020-2021 (Austria)
La 2. Liga 2020-2021 è stata la 47ª edizione della seconda divisione del campionato austriaco di calcio e si è disputata tra l'11 settembre 2020 e il 23 maggio 2021.

## Novità
Dalla stagione precedente non è stata retrocessa alcuna squadra (il Mattersburg ultimo classificato in Bundesliga è stato dichiarato fallito), mentre dalla Regionalliga è stato ammesso alla categoria il Rapid Vienna II.

## Squadre partecipanti
| Club               | Città                  | Stadio                  |
| ------------------ | ---------------------- | ----------------------- |
| Austria Klagenfurt | Klagenfurt             | Wörthersee Stadion      |
| FC Liefering       | Liefering (Salisburgo) | Stadion Wals-Siezenheim |
| Wacker Innsbruck   | Innsbruck              | Tivoli-Neu Stadion      |
| Juniors OÖ         | Pasching               | Waldstadion             |
| Grazer AK          | Graz                   | Stadion Graz-Liebenau   |
| SKU Amstetten      | Amstetten              | Ertl Glas Stadion       |
| Austria Lustenau   | Lustenau               | Reichshof               |
| SV Lafnitz         | Lafnitz                | Sportplatz Lafnitz      |
| Austria Vienna II  | Vienna                 | Generali arena          |
| SV Kapfenberger    | Kapfenberg             | Franz Fekete Stadion    |
| SV Horn            | Horn                   | Sportplatz Horn         |
| Blau-Weiß Linz     | Linz                   | Linzer Stadion          |
| Floridsdorfer AC   | Vienna                 | Leopold Stroh           |
| Vorwärts Steyr     | Steyr                  | Vorwärts Stadion        |
| FC Dornbirn        | Dornbirn               | Birkenwiese             |
| Rapid Vienna II    | Vienna                 | Allianz Stadion         |

## Stagione regolare

### Classifica finale
Aggiornata al 13 maggio
|  | Pos. | Squadra            | Pt | G  | V  | N | P  | GF | GS | DR  |
|  | ---- | ------------------ | -- | -- | -- | - | -- | -- | -- | --- |
|  | 1.   | Liefering          | 59 | 28 | 18 | 5 | 5  | 64 | 28 | +36 |
|  | 2.   | Blau-Weiß Linz     | 59 | 28 | 19 | 2 | 7  | 65 | 30 | +35 |
|  | 3.   | Wacker Innsbruck   | 54 | 28 | 16 | 6 | 6  | 47 | 31 | +16 |
|  | 4.   | Austria Klagenfurt | 53 | 28 | 15 | 8 | 5  | 58 | 31 | +27 |
|  | 5.   | Lafnitz            | 51 | 28 | 16 | 3 | 9  | 49 | 30 | +19 |
|  | 6.   | Grazer AK          | 42 | 28 | 12 | 6 | 10 | 43 | 40 | +3  |
|  | 7.   | Dornbirn           | 35 | 28 | 10 | 5 | 13 | 39 | 49 | -10 |
|  | 8.   | Juniors OÖ         | 34 | 28 | 9  | 7 | 12 | 36 | 46 | -10 |
|  | 9.   | Kapfenberger       | 33 | 28 | 9  | 6 | 13 | 34 | 49 | -15 |
|  | 10.  | Floridsdorfer      | 32 | 28 | 9  | 5 | 14 | 33 | 39 | -6  |
|  | 11.  | Amstetten          | 31 | 28 | 8  | 7 | 13 | 36 | 55 | -19 |
|  | 12.  | Vorwärts Steyr     | 30 | 28 | 7  | 9 | 12 | 29 | 48 | -19 |
|  | 13.  | Austria Lustenau   | 29 | 28 | 8  | 5 | 15 | 38 | 47 | -9  |
|  | 14.  | Austria Vienna II  | 29 | 28 | 7  | 8 | 13 | 37 | 48 | -11 |
|  | 15.  | Rapid Vienna II    | 27 | 28 | 7  | 6 | 15 | 33 | 49 | -16 |
|  | 16.  | Horn               | 27 | 28 | 7  | 6 | 15 | 37 | 58 | -21 |

Legenda:
      Promozione in Bundesliga
      Retrocessione in Regionalliga
Note:

Tre punti per la vittoria, uno per il pareggio, zero per la sconfitta.
In caso di arrivo di due o più squadre a pari punti, la graduatoria verrà stilata secondo la classifica avulsa tra le squadre interessate che prevede, in ordine, i seguenti criteri:
- Punti generali
- Differenza reti generale
- Reti realizzate in generale
- Partite vinte in generale
- Partite vinte in trasferta
- Punti negli scontri diretti
- Differenza reti negli scontri diretti
- Differenza reti generale
- Sorteggio